# Бондкув-Другий
Бондкув-Другий (пол. Bądków Drugi) — село в Польщі, у гміні Пшикона Турецького повіту Великопольського воєводства.
Населення — 158 осіб (2011).
У 1975-1998 роках село належало до Конінського воєводства.

## Демографія
Демографічна структура станом на 31 березня 2011 року:
|          | Загалом | Допрацездатний вік | Працездатний вік | Постпрацездатний вік |
| -------- | ------- | ------------------ | ---------------- | -------------------- |
| Чоловіки | 71      | 16                 | 50               | 5                    |
| Жінки    | 87      | 24                 | 46               | 17                   |
| Разом    | 158     | 40                 | 96               | 22                   |